# استاروبالبوکوو
استاروبالبوکوو (انگلیسی: Starobalbukovo) یک شهرک در شهرستان اوچالینسکی استان باشقیرستان کشور روسیه است.